# 恰萨尔特尔泰什
恰萨尔特尔泰什，是匈牙利南部巴奇-基什孔州所辖的一个村，总面积82.06平方公里，总人口2662，人口密度32.43人/平方公里（2005年）。地理坐标为46°25′N 19°11′E。